# 新墙街

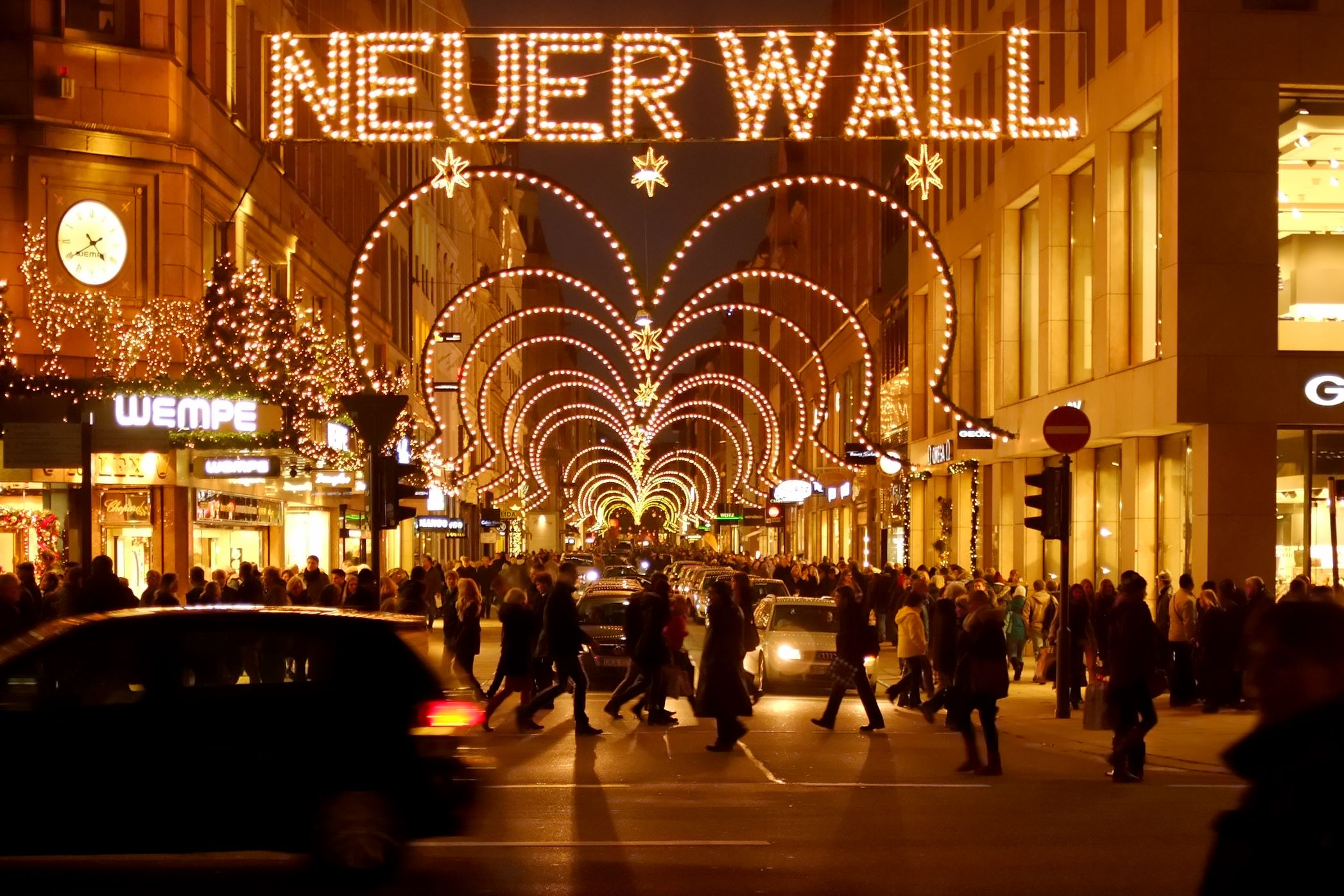

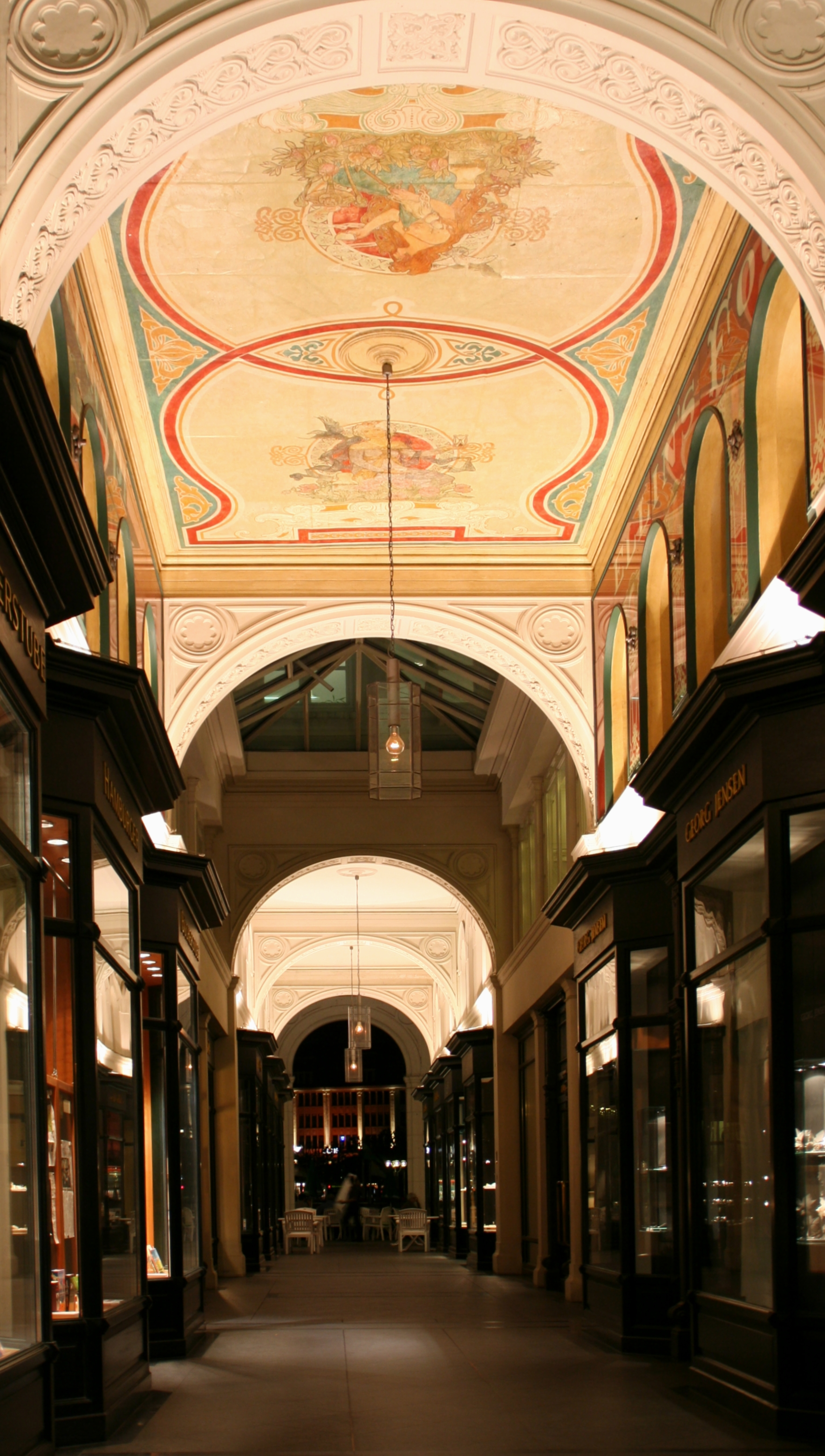
Mellin-Passage

新墙街(Neuer Wall，德語發音：[nɔʏɛʀ val]) 是德国汉堡的一条高档购物街，位于汉堡新城（Hamburg-Neustadt）繁华的购物区。新墙街全长600米，北起内阿尔斯特湖畔的处女堤，南到市政厅桥（Stadthausbrücke）。
新墙街两侧1.200米的店面几乎全部是奢侈品牌店。根据国际房地产和零售业的报告，新墙街是欧洲最昂贵的购物街之一。
新墙街左右两侧建筑物的背面分别是 Bleichenfleet水道和阿尔斯特水道。